# Luftschall
Luftschall sind Schallwellen, die sich über die Luft ausbreiten. In der Physiologie spricht man von Luftleitung.
Luftschall besteht im Gegensatz zum Körperschall aus reinen Longitudinalwellen, da Fluide (Gase) keine Scherkräfte übertragen.
Im engeren Sinn wird der Begriff „Luftschall“ für den Frequenzbereich des menschlichen Gehörs verwendet, der bei etwa 16 Hz beginnt und je nach Alter bei höchstens 20 kHz endet.
Unterschieden wird hinsichtlich der Erwünschtheit zwischen Nutzschall gegenüber Störschall, der mit Maßnahmen der Schalldämmung vermindert werden kann.